# Gonzalo Eulogio Zárate
Gonzalo Eulogio Zárate (ur. 6 sierpnia 1984 roku w Rosario) – argentyński piłkarz występujący na pozycji napastnika, obecnie reprezentujący barwy klubu FC Thun.

## Kariera
Latem 2007 roku piłkarz dołączył do składu SC Kriens. Jeszcze 17 września tego samego roku został wypożyczony do klubu Grasshopper Club.
Przed przybyciem do Szwajcarii grał w drużynie PCC San José w jednej z lokalnych lig w Argentynie. Jako junior grał także w CA Lanús oraz Tiro Federal Rosario.
18 maja 2010 piłkarz został zgłoszony jako zawodnik Red Bull Salzburg. 13 lipca Zárate strzelił swoją pierwszą bramkę w barwach nowego klubu. Był to gol w eliminacjach do Ligi Mistrzów w meczu przeciwko HB Torshavn. W latach 2012–2015 grał w BSC Young Boys, a latem 2015 przeszedł do FC Thun. Obecnie gra w barwach ÍF Fuglafjördur.